# Caledomedes flavovittatus
Genre
Espèce
Synonymes
- Anoteropsis flavovittata Simon, 1880

Caledomedes flavovittatus, unique représentant du genre Caledomedes, est une espèce d'araignées aranéomorphes de la famille des Dolomedidae.

## Distribution
Cette espèce est endémique de Nouvelle-Calédonie.

## Description
La femelle holotype mesure 8,5 mm.
Le mâle décrit par Raven et Hebron en 2018 mesure 7,8 mm et la femelle 10,8 mm.

## Systématique et taxinomie
Cette espèce a été décrite sous le protonyme Anoteropsis flavovittata par Simon en 1880. Elle est placée dans le genre Caledomedes par Raven et Hebron en 2018.
Ce genre a été décrit par Raven et Hebron en 2018 dans les Pisauridae. Il est placé dans les Dolomedidae par Morris, Hazzi et Hormiga en 2025.

## Publications originales
- Simon, 1880 : « Matériaux pour servir à une faune arachnologique de la Nouvelle Calédonie. » Annales de la Société Entomologique de Belgique, vol. 23, (C.R.), p. 164-175.
- Raven & Hebron, 2018 : « A review of the water spider family Pisauridae in Australia and New Caledonia with descriptions of four new genera and 23 new species. » Memoirs of the Queensland Museum, Nature, vol. 60, p. 233-381 (texte intégral).